# ManuElla
ManuElla, właśc. Manuela Brečko (ur. 31 stycznia 1989 w Celje) – słoweńska piosenkarka.

## Życiorys
Kiedy miała 16 lat, wystąpiła w drugim sezonie programu Bitke talentov. W 2011 została półfinalistką programu Misija Evrovizija, zajmując czwarte miejsce.
W lutym 2016 z utworem „Blue and Red” zwyciężyła w finale programu EMA i, reprezentując Słowenię, zajęła 14. miejsce w półfinale 61. Konkursie Piosenki Eurowizji w Sztokholmie. W 2018 uczestniczyła z utworem „Dan potem” w programie EMA 2018.

## Dyskografia

### Single
- „Raztrgaj me nežno” (2012)
- „Il futuro” (2013)
- „V tvojem ognju (Inferno)” (2013)
- „Zadnji ples” (2013)
- „Barve” (2013)
- „Silent Night” (2014)
- „Blue and Red” (2016)